# 布罗圣雷米
布罗圣雷米（法語：Braux-Saint-Remy）是法国马恩省的一个市镇，位于该省东部，属于圣默努区。该市镇总面积9.57平方公里，2009年时的人口为88人。

## 人口
布罗圣雷米人口变化图示